# Colin Woodell
Colin Woodell, född 20 december 1991 i San Francisco, är en amerikansk skådespelare.
Woodell har bland annat medverkat i filmerna The Call of the Wild – Skriet från vildmarken, Ambulance och The Continental: From the World of John Wick.

## Filmografi (i urval)
- 2015 – Masters of Sex (TV-serie)
- 2020 – The Call of the Wild – Skriet från vildmarken
- 2022 – Ambulance
- 2023 – The Continental: From the World of John Wick
- 2024 – Fly Me to the Moon
- 2025 – Pulse (TV-serie)